# Oraibi (Marskrater)
Der Krater Oraibi befindet sich in einer über 100 Kilometer breiten Mündung im Tiefland der Chryse-Ebene des Ares Valles auf dem Mars. Er misst etwa 32 km im Durchmesser und wurde nach einer Stadt in Arizona, USA benannt.